# Pseudococcus syzygii
Pseudococcus syzygii är en insektsart som beskrevs av John Wyman Beardsley 1959. 
Pseudococcus syzygii ingår i släktet Pseudococcus och familjen ullsköldlöss. Inga underarter finns listade i Catalogue of Life.